# Iarîșivka, Tomașpil
Iarîșivka (în ucraineană Яришівка) este un sat în comuna Lîpivka din raionul Tomașpil, regiunea Vinnița, Ucraina.

## Demografie
Componența lingvistică a localității Iarîșivka
     Ucraineană (98,86%)
     Alte limbi (1,13%)
Conform recensământului din 2001, majoritatea populației localității Iarîșivka era vorbitoare de ucraineană (98,86%), existând în minoritate și vorbitori de alte limbi.